# Pardosa tristicella
Pardosa tristicella là một loài nhện trong họ Lycosidae.
Loài này thuộc chi Pardosa. Pardosa tristicella được Carl Friedrich Roewer miêu tả năm 1951.